# Chris Jacobs (homme politique)
Ne doit pas être confondu avec Chris Jacobs.
Christopher L. Jacobs dit Chris Jacobs, né le 28 novembre 1966 à Buffalo, est un homme politique américain, élu républicain de l'État de New York à la Chambre des représentants des États-Unis depuis 2020.